# Sint-Maartensvloed (1686)
De Sint-Maartensvloed vond plaats van 12 op 13 november 1686, vlak na de naamdag van Sint-Maarten. De stormvloed trof vooral de provincie Groningen en het aangrenzende deel van Oost-Friesland.
Deze noordwesterstorm trof 's nachts Groningen. Als gevolg hiervan braken de dijken. Alle dijken langs de Eems en de Dollard werden weggeslagen. Als gevolg hiervan overstroomde heel Noord-Groningen en Oldambt. Pieterburen en Uithuizen verdwenen geheel onder water en Groningen lag aan zee. Door deze stormvloed verdronken 1558 mensen, 1387 paarden en 7861 koeien. 631 huizen werden weggespoeld en 616 huizen raakten beschadigd.
De Mariakerk in Uithuizermeeden raakte, ondanks de ligging op een wierde, zwaar beschadigd.